# Appana malagasa
Appana malagasa là một loài bướm đêm trong họ Noctuidae.